# Dennis Leman
Dennis Leman là một cầu thủ bóng đá thi đấu ở vị trí tiền vệ ở Football League cho Manchester City, Sheffield Wednesday, Wrexham và Scunthorpe United.